# Dominik Družeta
Dominik Družeta (3. lipnja 1996.), hrvatski judaš. 
Član judo kluba Istarski borac iz Pule.
Na europskom prvenstvu u Varšavi 2017. osvojio je broncu u kategoriji do 81 kg. U četvrtzavršnici izgubio je od svjetskog i europskog juniorskog prvaka te zlatnog s Grand Slama te godine u Parizu Nizozemca De Wita. U repasažu je u borbi za broncu pobijedio Gruzijca Rekvijašvilija.